# Влияние средств массовой информации
Влияние средств массовой информации — действительная сила, оказываемая информационным сообщением, которое приводит к изменению или укреплению аудитории или отдельных убеждений. Это явление исследуется в рамках теории коммуникации и социологии.
Исследователи изучают аудиторию после воздействия средств массовой информации на предмет изменений в познании, системах убеждений и отношениях, а также эмоциональных, физиологических и поведенческих эффектов.

## История исследований
В начале 20-го века считалось[кем?], что радио и кино, которые в то время только начинали активно развиваться, значительно влияют на аудиторию и формируют их убеждения, познания и поведение.
Теория значительного влияния на аудиторию объяснялась тем, что аудитория была пассивной и однородной, но эти идеи в основном основывались на представлениях о человеческой природе, а не на эмпирических данных. Ранние исследования этой области сфокусировались на силе пропаганды, инструменты которых успешно применялись на население. Так, технологическая и социальная среда позволяли учёным считать, что СМИ всесильны.
С 1930-х годов на втором этапе исследований влияния СМИ учёные[какие?] пришли к необходимости обращаться к результатам эмпирических исследований из-за индивидуальности аудитории. В это время в США проводилась серия исследований Фонда Пейна, которые изучали влияние СМИ на молодёжь. Кроме этого в 40-е годы Пол Лазарсфельд и его коллеги начали изучение влияния СМИ в контексте избирательных кампаний. В дальнейшем исследователи пришли к выводу, что «Некоторые виды общения по некоторым видам вопросов, которые доводят до сведения некоторых людей при определённых условиях, имеют некоторые виды влияния».
Затем исследователи снова обратились к идее о значительном влиянии СМИ на аудиторию. Лэнг и Лэнг в своём исследовании 1981 года утверждали, что широкое признание теории ограниченного воздействия средств массовой информации было необоснованным.
С распространением телевидения в 50-х и 60-х годах XX века стала очевидна его беспрецедентная сила в общественной жизни. Между тем, исследователи также осознали, что ранние исследования, в значительной степени опирающиеся на психологические модели, были узко сфокусированы только на краткосрочных и непосредственных эффектах. Переход от краткосрочных к долгосрочным исследованиям эффектов влияния СМИ ознаменовал новый виток развития этой теории. эффектов СМИ.
В это время оформляются теории «установления повестки дня», которая объясняет выбор темы и частота освещения в средствах массовой информации влияют на восприятие конкретных тем в общественной аудитории, которая и по сегодняшний день[уточнить] привлекает внимание многих исследователей.
В конце 1970-х годов исследователи изучили роль СМИ в формировании социальных реалий и пришли к выводу, что СМИ формируют образы шаблонным и предсказуемым образом, а аудитория создаёт или получает своё восприятие реальной социальной реальности и своей роли в ней, взаимодействуя с реальностями, созданными средствами массовой информации, также аудитория может контролировать свои представления о социальной реальности из культурной среды или личного опыта.
Ещё в 1970-х годах появились исследования о влиянии индивидуального или группового поведения в компьютерной среде, первое поколение этих исследований средств массовой коммуникации сравнивало существующий текстовый интернет-контент (например, электронные письма) с личным общением.
С распространением Интернета расширились исследования средств массовой коммуникации, например, учёные изучали влияние CMИ на поведение пользователей, сравнивая эти эффекты с лицом к лицу коммуникационные эффекты). С распространением Интернета расширились исследования СМС, например, учёные изучали влияние CMC на поведение пользователей, сравнивая эти эффекты с лицом к лицу коммуникационные эффекты. С появлением динамического пользовательского контента на веб-сайтах и развитием социальных медиа исследования влияния средств массовых коммуникаций на аудиторию, также инструменты новых медиа начинают активно и успешно использоваться политическими деятелями во время различных предвыборных кампаний.

## Типология
Исследования о влиянии СМИ разделяются по типу целевой аудитории на макро (агрегированный) и на микро (индивидуальный) уровни.

#### Микроуровень
Теории микроуровня — теории, которые основывают свои наблюдения и выводы на отдельных пользователях СМИ, а не на группах, институтах, системах или обществе в целом.
Наиболее представительные теории этого фланга исследований: модель вероятности сознательной обработки информации, социально-когнитивная теория массовой коммуникации, теория фрейма, теория медиапрайминга.

#### Макроуровень
Теории макроуровня — это такие теории, которые основываются на наблюдениях за большими социальными группами, институтами, системами или идеологиями.
Наиболее распространённые теории: гипотеза разрыва в знаниях, управление рисками, теория публичной сферы в коммуникации.